# Roma I
Roma I este expresia utilizată adesea pentru a desemna convenția din 1980 privind legea aplicabilă și obligațiilor contractuale, semnată sub auspiciile Comunității Economice Europene.